# Мичиф
Мичи́ф (фр. Michif) — смешанный язык канадских метисов. Находится на грани исчезновения, число говорящих на нём очень невелико (500—1000 человек), в основном на западе Канады (провинция Манитоба).

## Характеристика
Структура мичиф уникальна. Он носит именно сложный смешанный характер и не является пиджином или креольским языком. Лексика мичиф смешанная: именные части речи преимущественно французские, а глаголы, напротив, взяты из кри. Грамматика также сохраняет многие черты языка кри, что свидетельствует не о простой креолизации, а о хорошем знании метисами как французского, так и кри. Лингвисты считают, что окончательная кристаллизация основ этих двух языков в мичиф произошла в период между 1820—1840 гг. Канадские метисы в целом были склонны к постепенному переходу на французский язык. Примером тому был сам активист канадских метисов Луи Риель, но вторжение английских колонистов из Онтарио и усилившаяся языковая дискриминация франкофонов не дали метисам полностью перейти на французский.